# بن شود
بن شود (به عربی: بن شود) یک شهرداری در الجزایر است که در استان بومرداس واقع شده‌است. بن شود ۸٬۸۵۳ نفر جمعیت دارد.